# Fred Taylor (Fußballspieler)
Frederick „Fred“ Taylor (* 29. April 1882 in Kimberworth; † 1954) war ein englischer Fußballspieler.

## Karriere
Taylor begann seine Profikarriere in der Second Division bei Gainsborough Trinity. 1909 wechselte der schnelle und defensivstarke Außenläufer zum Londoner Klub FC Chelsea. Als fester Bestandteil der Mannschaft kam er zu einem Einsatz für eine Auswahl der Football League und stand 1915 im letzten FA-Cup-Finale, vor Einstellung des Wettbewerbs wegen des Ersten Weltkriegs. Gegen die Mannschaft von Sheffield United unterlag er mit seinem Team mit 0:3. In den kriegsbedingten regionalen Ersatzwettbewerben kam Taylor sporadisch zum Einsatz. Nach Kriegsende und der Wiederaufnahme des Spielbetriebs wechselte er nach insgesamt 171 Liga- und Pokalspielen 1919 zum FC Brentford. 1920 wurde Taylor bei Chelsea ein Benefizspiel zuteil, das einen Erlös von 120 Pfund einbrachte.
Ab 1934 war Taylor im neu gegründeten Verein Peterborough United als Teil des Trainerstabs und Platzwart tätig, in der Spielzeit 1936/37 war er hauptverantwortlicher Trainer.